# Fontenay-sous-Bois
Fontenay-sous-Bois ist eine französische Stadt im Département Val-de-Marne in der Île-de-France südöstlich von Paris. Fontenay-sous-Bois ist die nördlichste Gemeinde des Départements Val-de-Marne. Sie grenzt unmittelbar an den Park Bois de Vincennes, der zum Pariser Stadtgebiet gehört. Die Stadt hat 52.646 Einwohner (Stand 1. Januar 2022).

## Einwohnerentwicklung
Zu dem Ort, der nach einer örtlichen Wasserquelle benannt ist, gehörte früher ein großer Teil des Bois de Vincennes. Als dieser 1929 nach Paris eingegliedert wurde, schrumpfte die Gemeindefläche stark. Die Einwohnerzahl wuchs dagegen stetig: 1800 lebten hier 1.478 Menschen, 1901 waren es 9.320 und 1946 30.860; ein Höchststand wurde 1982 mit 52.627 erreicht, seither stagniert die Einwohnerentwicklung.

## Verkehr

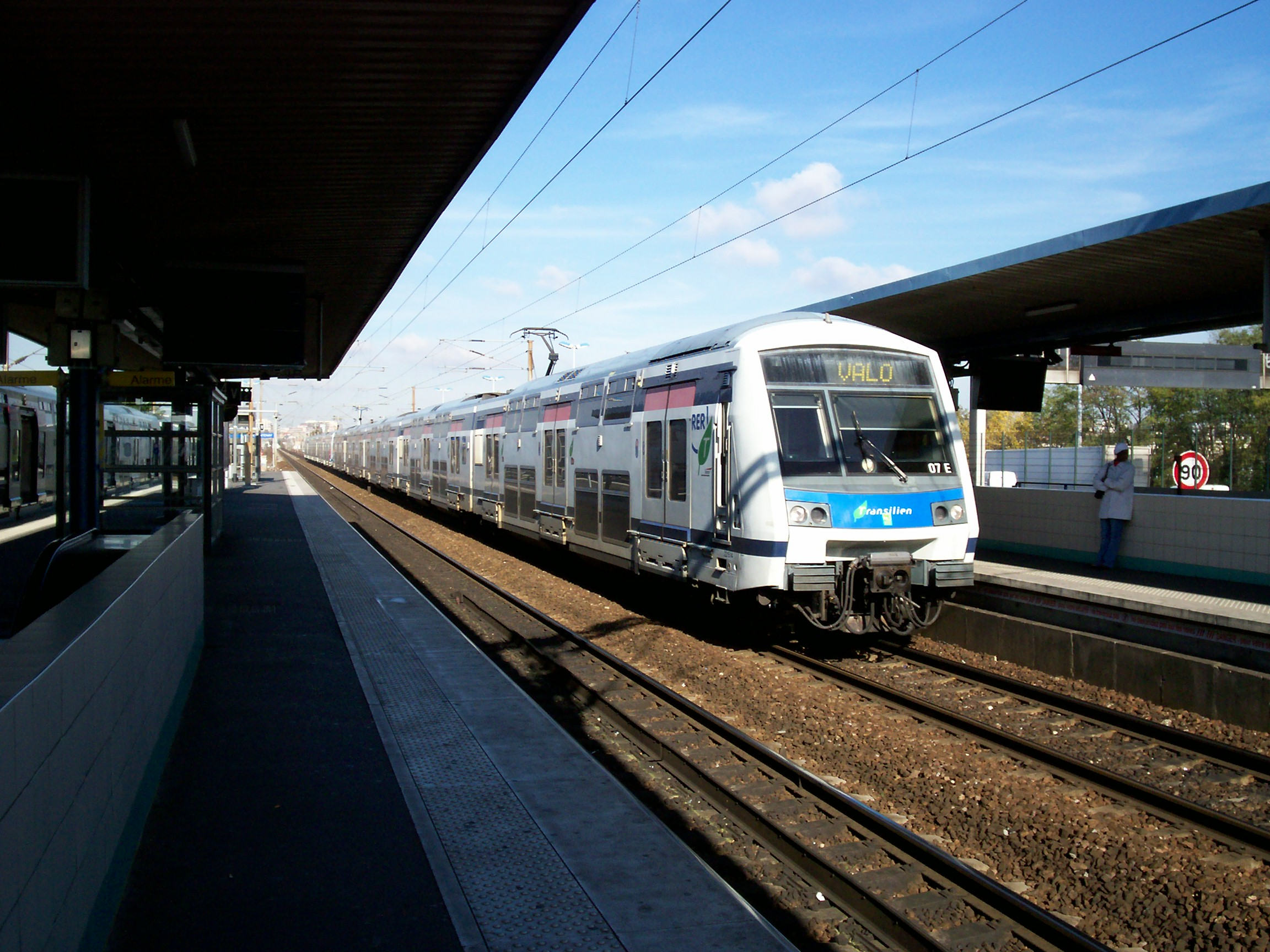
Ein Zug des RER E im Bahnhof Val de Fontenay

Die Stadt verfügt über zwei Bahnhöfe, Fontenay-sous-Bois und Val de Fontenay, die beide von RER-Zügen des Pariser Nahverkehrsnetzes angefahren werden. Der Bahnhof Val de Fontenay liegt an der Bahnstrecke Paris–Mulhouse und wird von den RER-Linien RER A und RER E bedient. Außerdem verkehren in der Stadt sechs Buslinien der RATP sowie zwei weiteren Linien anderer Verkehrsbetriebe und zwei Nachtbuslinien.

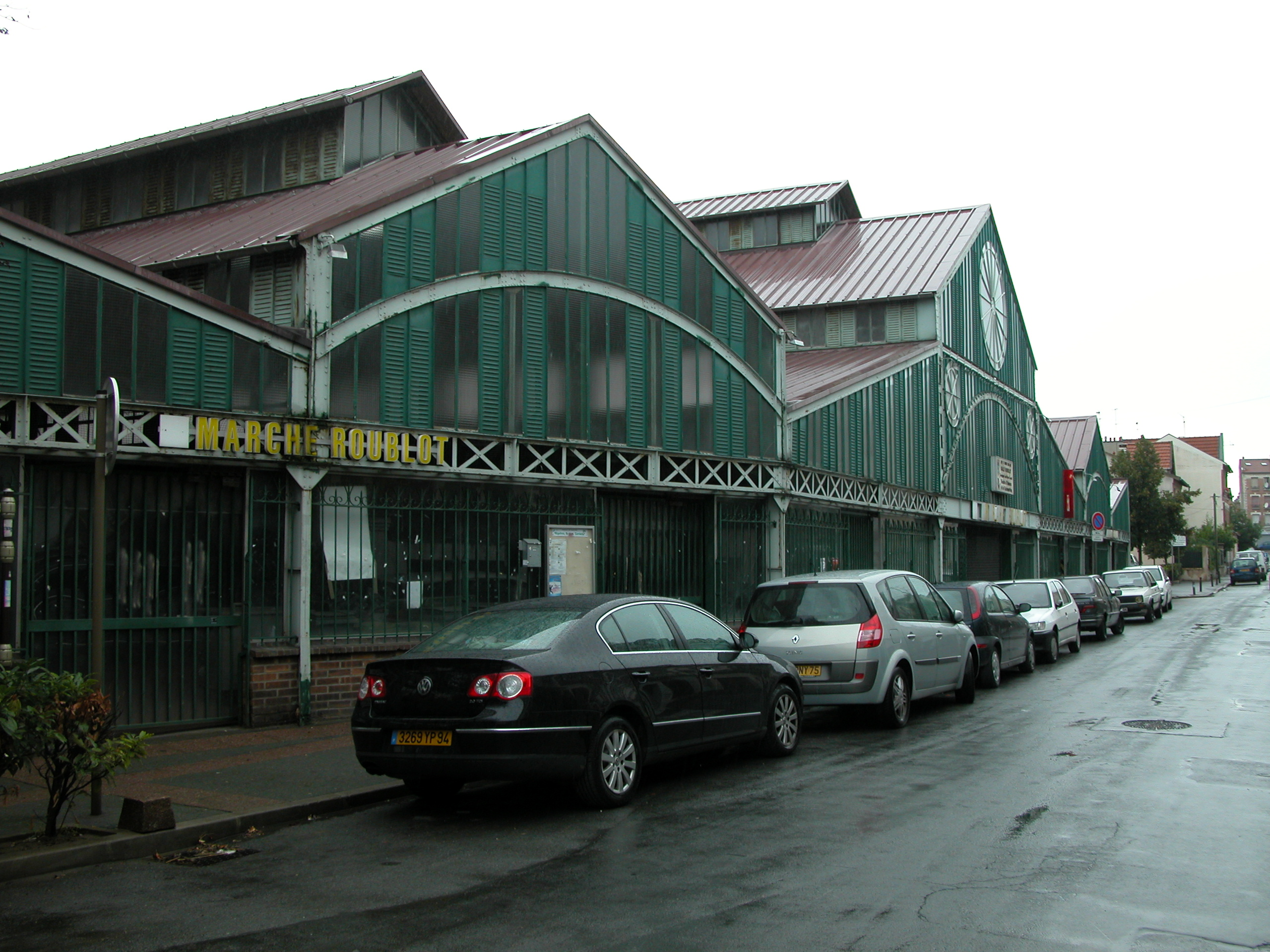
Roublot Markt
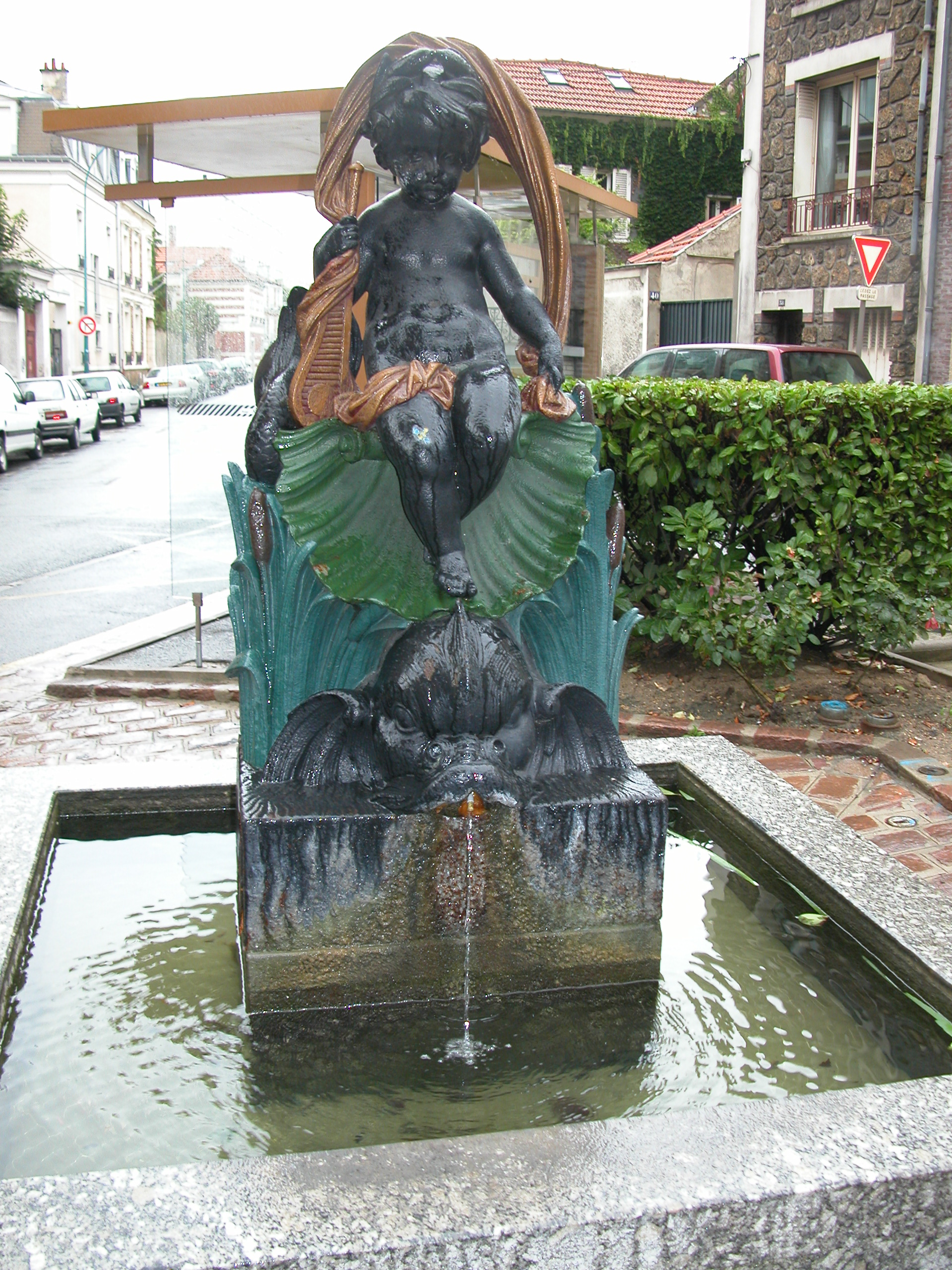
Rosettes Springbrunnen

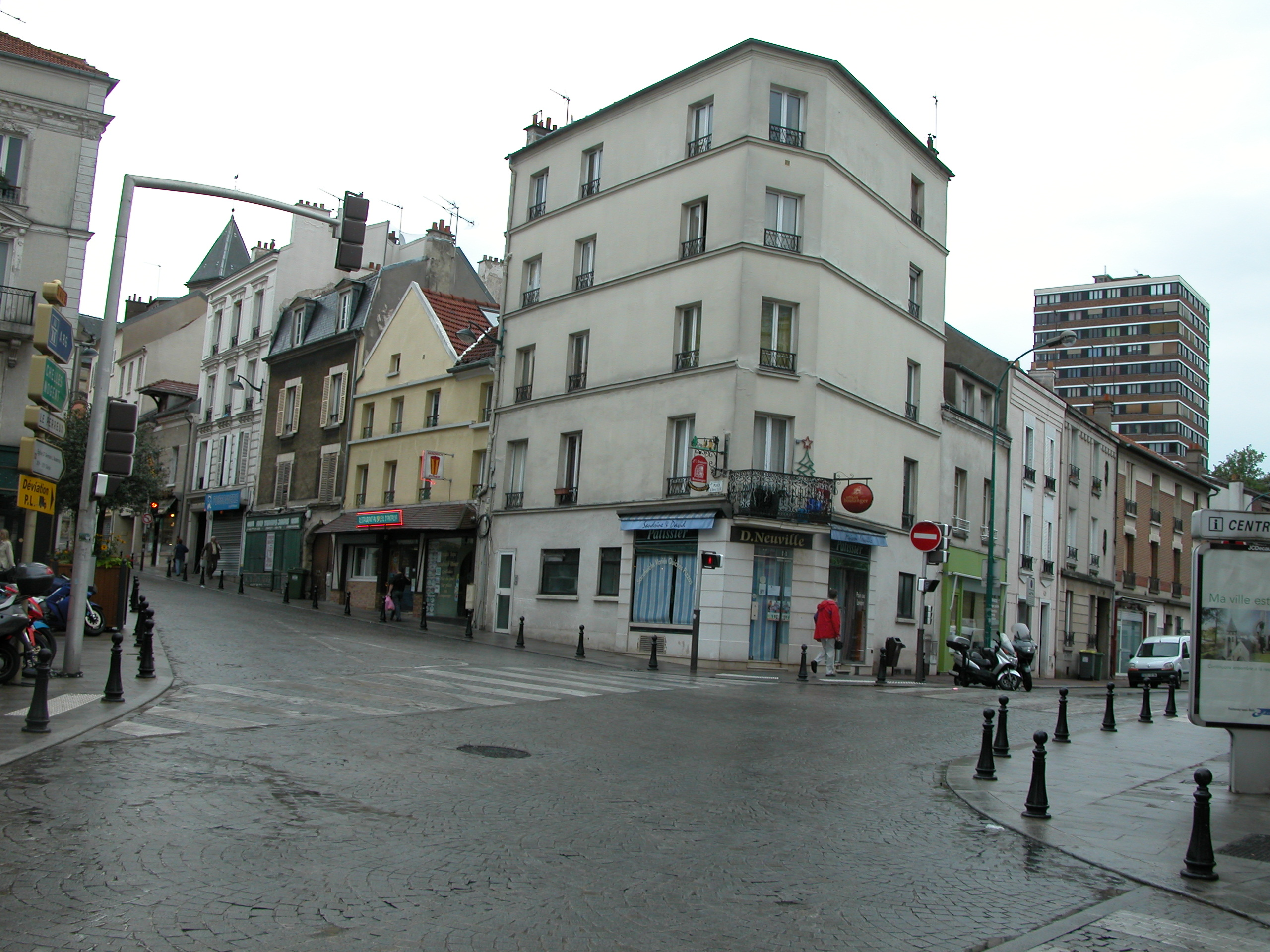
Place du Général Leclerc im Stadtzentrum
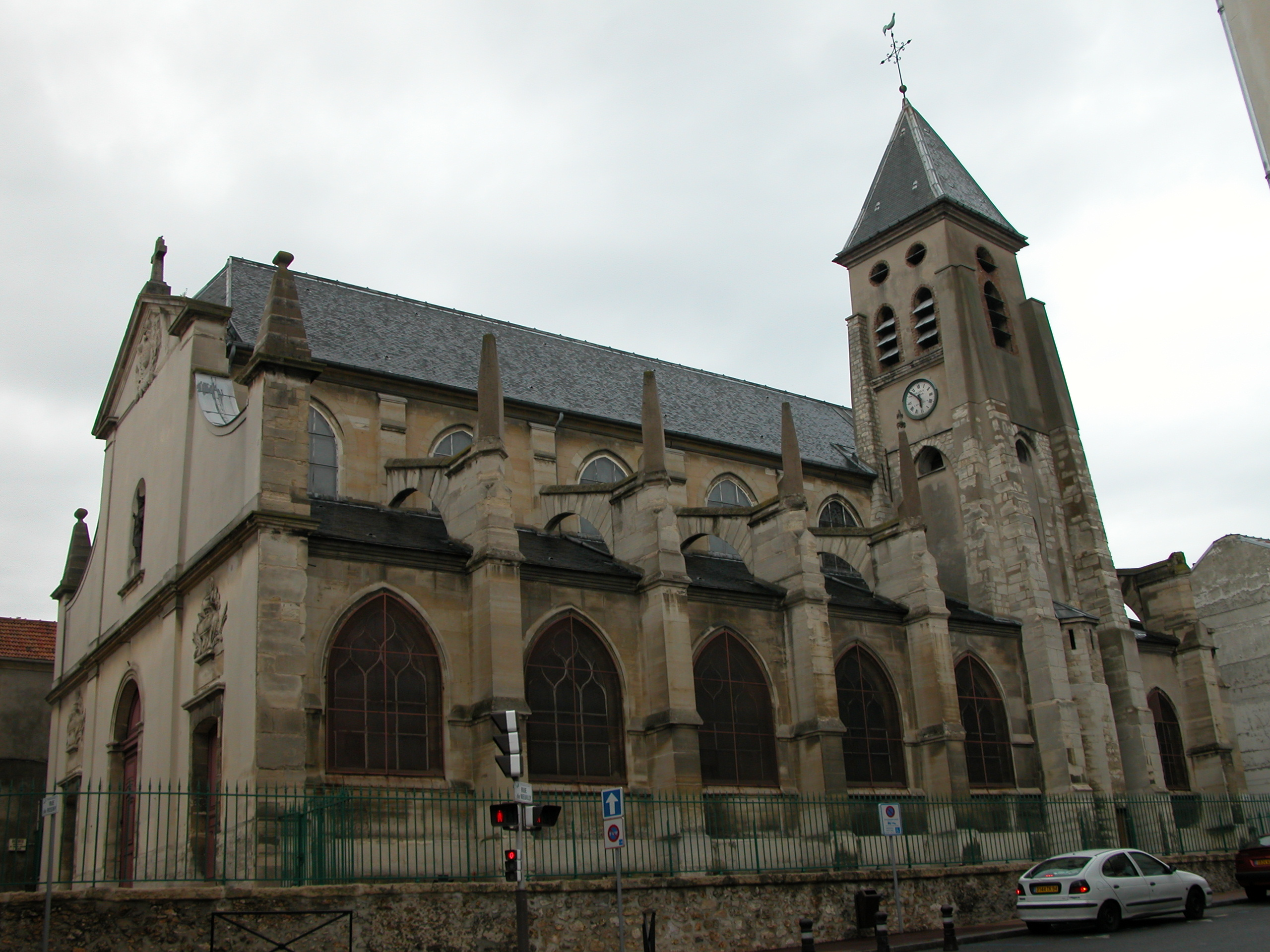
Kirche Saint-Germain L’Auxerrois
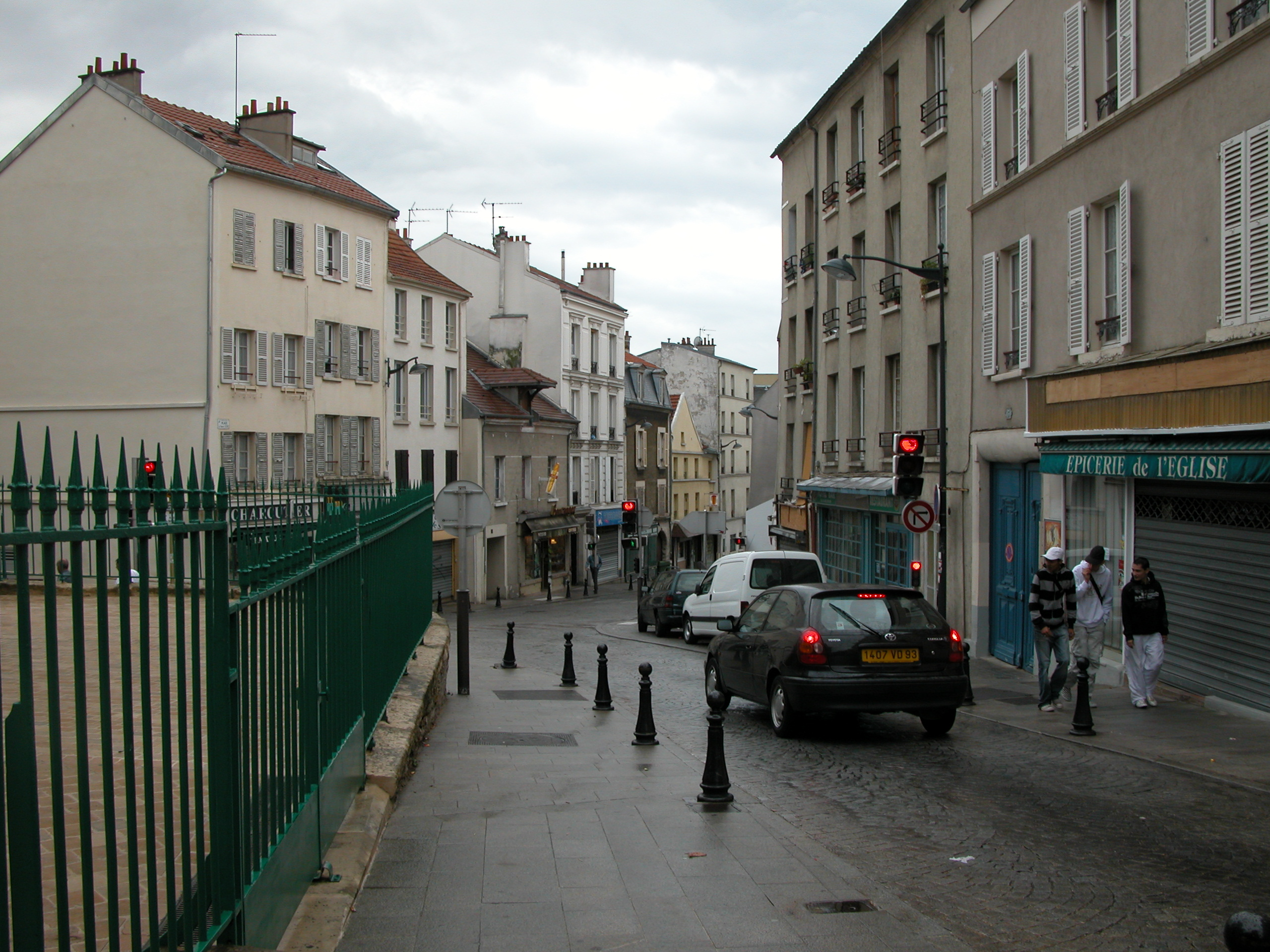
Straße in Fontenay-sous-Bois

## Sehenswürdigkeiten
Siehe: Liste der Monuments historiques in Fontenay-sous-Bois

## Städtepartnerschaften
Fontenay-sous-Bois hat Städtepartnerschaften geschlossen mit
- Etterbeek, Belgien, seit 1972
- Marinha Grande, Portugal, seit 1984
- Alta Val Tidone, Italien, seit 1986
- Browary, Ukraine, seit 1986
- Koungheul, Senegal, seit 1998

Zu zwei französischen Gemeinden bestehen besondere Beziehungen, weil Fontenay-sous-Bois nach den beiden Weltkriegen diesen Städten besonders geholfen hat, wieder in ein normales Leben zu finden. Es sind dies Trucy im Département Aisne im Norden Frankreichs (Hilfe nach dem Ersten Weltkrieg) und Wittenheim im südlichen Elsass (Zweiter Weltkrieg).

## Persönlichkeiten
- Nicolas Dalayrac (1753–1809), Komponist
- Louis-Xavier de Ricard (1893–1911), Schriftsteller und Journalist
- Carl Dolmetsch (1911–1997), Blockflötist
- François Corbier (* 1944), Sänger und Schauspieler
- Jean Gruault (1924–2015), Drehbuchautor
- Valérie Mairesse (* 1955), Schauspielerin
- Samy Naceri (* 1961), Schauspieler
- Ute Lemper (* 1963), Schauspielerin, lebte von März 1994 bis Sommer 1996 in Fontenay-sous-Bois
- Christophe Lambert (1964–2016), Unternehmer und Filmproduzent
- Sandrine Bonnaire (* 1967), Schauspielerin
- Mathieu Kassovitz (* 1967), Schauspieler und Regisseur
- Mathieu Boogaerts (* 1970), Sänger
- Vanessa Paradis (* 1972), Sängerin
- Thomas Gaudin (* 1973), Schauspieler, Film-, Theaterregisseur und Komiker
- Noé Pamarot (* 1979), Fußballspieler
- Natasha Nice (* 1988), Pornodarstellerin
- Gambi (* 1999), Rapper

Gestorben in Fontenay-sous-Bois:
- Eugénie Potonié-Pierre (1844–1898), Feministin[1] und ihr Lebenspartner Edmond Potonié-Pierre (1829–1902)[2]